# Gera (Schiff, 1961)
Die Gera (ROS 223 GERA) ist ein Museumsschiff des Historischen Museums Bremerhaven. Das 1959/60 auf der Peene-Werft in Wolgast gebaute Fischereimotorschiff, das die Fischereikennung „ROS 223“ erhielt, zählte seit 1961 zur Hochseefischereiflotte des Fischkombinats Rostock und ist heute der letzte in Deutschland noch erhaltene Seitenfänger. Seit 1990 ist die Gera ein schwimmendes Museum für Hochseefischerei im Fischereihafen (Bremerhaven).

## Geschichte

### Hochseefischerei in der DDR
In der Deutschen Demokratischen Republik wurde die Hochseefischerei zu Beginn der 1950er Jahre aufgenommen. 1952 wurden zu diesem Zweck zwei Fischkombinate als Volkseigene Betriebe (VEB) gegründet. Während das Fischkombinat Saßnitz vorwiegend Küstenfischerei betrieb und die nahen  Fanggebiete der Ostsee und der norwegischen Küste befischte, konzentrierte sich das Fischkombinat Rostock auf die Hochseefischerei mit den entfernter liegenden Fangplätzen im Nordatlantik. Hierzu zählten vor allem ergiebige Fischgründe vor Island und Grönland. Später fischte man auch vor Kanada und Afrika.
Seitentrawler prägten bis in die 1960er Jahre die Hochseefischerei. Beim Fischfang wurde das Schleppnetz über die Steuerbordseite des Schiffes ausgebracht und mit Hilfe einer Netzwinde und durch die Muskelkraft der Schiffsbesatzung eingeholt. Anschließend wurde der Fang von Hand geschlachtet und auf Eis gelagert. Hochseefischerei auf Seitentrawlern war für die Besatzung eine körperlich höchst anstrengende und gefährliche Arbeit.
Die in Ost- und Westdeutschland eingesetzten Seitentrawler waren nahezu baugleich. In der Frühphase der Hochseefischerei in der DDR waren über 30 erfahrene westdeutsche Kapitäne im Einsatz, da in der DDR die entsprechenden Ausbildungen noch am Anfang standen. In der Regel waren die Besatzungen der ostdeutschen Seitentrawler um einige Mann stärker als die der westdeutschen.
Die Gera wurde 1961 beim Fischkombinat Rostock als Seitentrawler Typ III in Dienst gestellt. 1961 war gleichzeitig das letzte Jahr, in dem in Ost- und Westdeutschland in der Hochseefischerei noch Seitentrawler in Dienst gestellt wurden. Zunehmend setzten sich die seit 1957 gebauten Hecktrawler durch. Die Gera wurde bis Ende der 1970er Jahre als Seitentrawler in der Hochseefischerei eingesetzt. Bis 1990 fand sie im Fischkombinat Rostock als Zubringer- und Transportschiff der Fangflotte Verwendung.

### Arbeit auf derGera

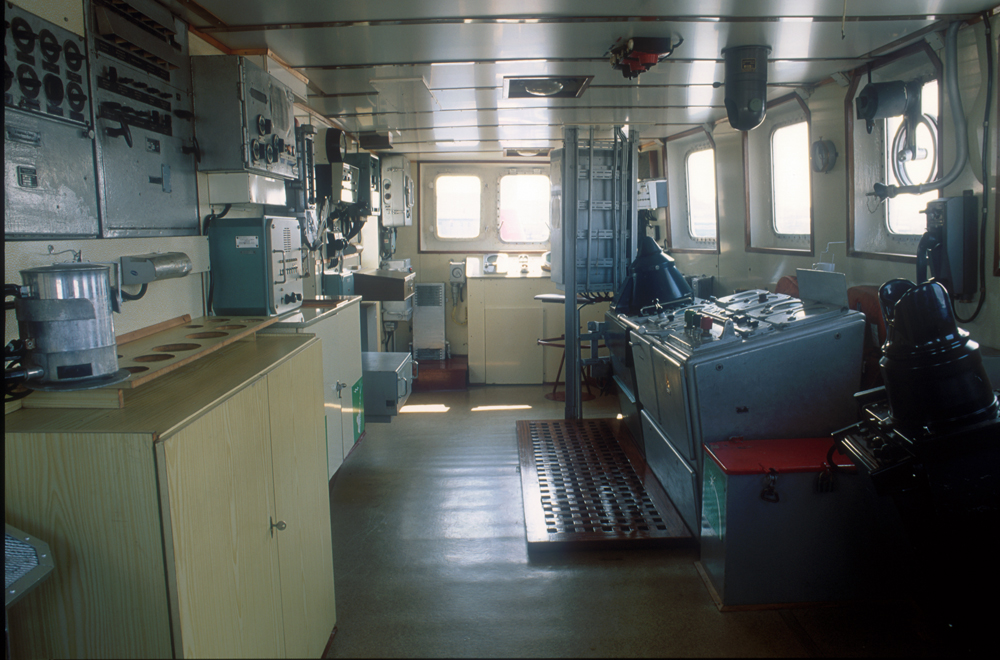
Brücke

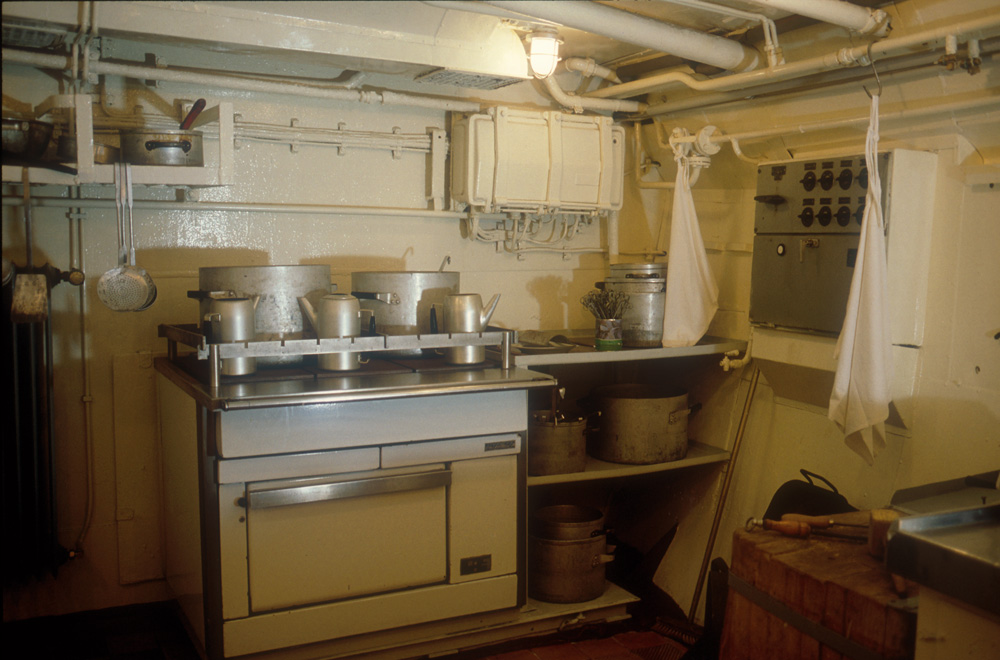
Kombüse

Nach dem Auslaufen aus Rostock erreichte die Gera nach etwa sechs bis acht Tagen ihren angesteuerten Fangplatz. Die Decksmannschaft setzte nun das Schleppnetz über Steuerbord seitlich aus. Anschließend nahm das Schiff Fahrt auf und das Netz wurde über den Meeresgrund geschleppt. Nach zwei bis drei Stunden war der Schleppvorgang beendet und das Netz wurde eingeholt. Durch eine Netzwinde und durch Muskelkraft wurde das Netz zunächst seitlich an das Schanzkleid des Trawlers herangezogen. Schließlich hing es über dem Fangdeck am Steertbaum und wurde vom Bestmann geöffnet. Der Fang ergoss sich aus dem Netz auf das Deck. Nun wurde umgehend mit dem Schlachten des Fischs begonnen. In den Laderäumen wurde der Fisch auf Eis gelegt.
Der Vorgang des Fangens, Schlachtens und Stauens wurde wiederholt, bis die Laderäume gefüllt waren. Nicht selten arbeiteten die Hochseefischer daher bis zu zwei Tage ohne lange Pausen und ohne Schlaf durch. Spätestens 21 Tage nach dem Fang musste dieser angelandet werden, da der Frischfisch auch bei Lagerung auf Eis sonst verdarb. In der Hochseefischerei herrschte daher vor den Fabrikschiffen mit Gefrieranlagen während der Fangreisen ein hoher Zeitdruck.
Über die Arbeit auf Schiffen wie die Gera wurde auch ein Film gedreht: Vom Alex zum Eismeer, Dokumentarfilm, Mit dem Trawler ROS 206 (MS GUBEN) unterwegs von der Ostsee in die Barents-See, Regie: Karl Gass, 1954, DEFA Studio für Wochenschau und Dokumentarfilme – Progress Film-Vertrieb mit dem bekannten Seemanns-Lied „Unser Kurs geht nach Norden in die Barentsee“. Auf Youtube ist u. a. auch vom Shanty-Chor Leverkusen die Arbeit der Fischer in einer Interpretation von „Unser Kurs geht nach Norden in die Barentsee“ zu finden. Die Arbeit der Fischer auf den größeren Schiffen mit der weiter entwickelten Technik der Heck-Trawler wurde ebenfalls in späteren Dokumentarfilmen dem interessierten Publikum veranschaulicht.

## Museumsschiff

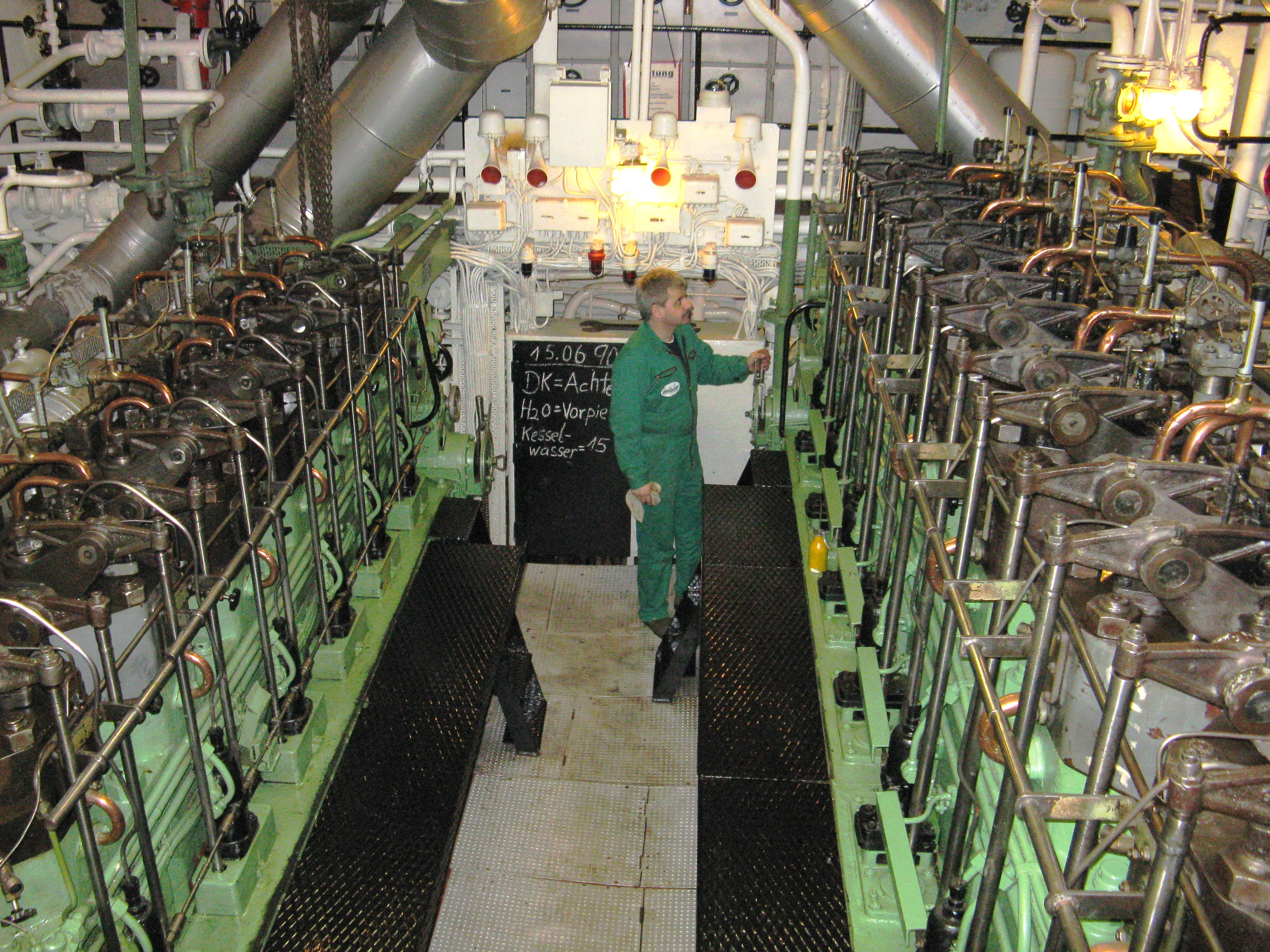
Maschinenraum

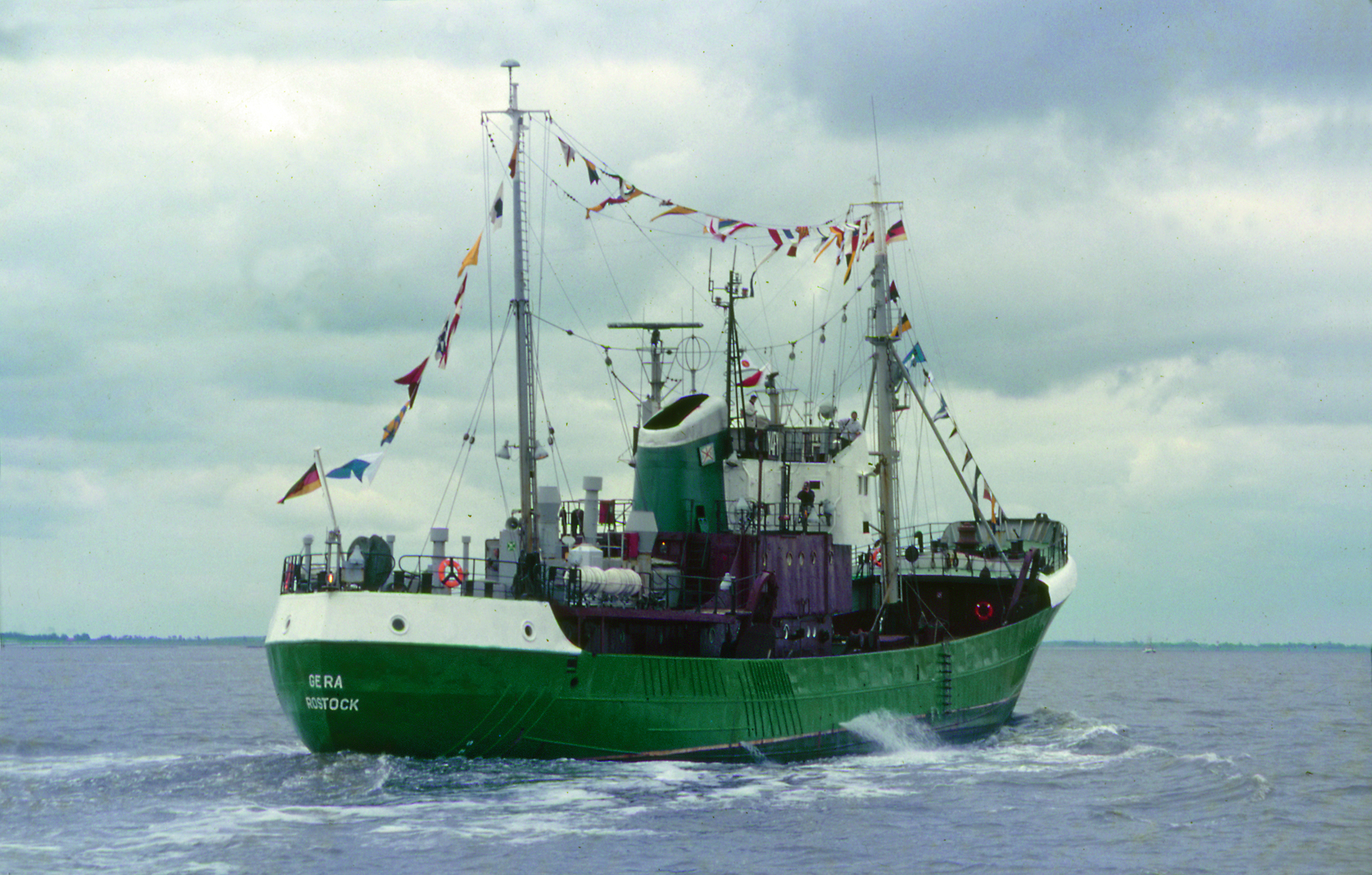
Überfahrt nach Bremerhaven

Im Frühjahr 1990 entdeckte der Geschäftsführer der Fischereihafen-Betriebs- und Entwicklungsgesellschaft Bremerhaven mbH (FBEG), Reinhard Meiners, bei einem Besuch des Fischkombinats Rostock den mittlerweile ausrangierten Seitentrawler Gera. Kurz darauf besichtigte eine Bremerhavener Delegation unter der Leitung des Direktors des Bremerhavener Morgenstern-Museums (heute Historisches Museum Bremerhaven), Alfred Kube, die Gera. Der Magistrat der Stadt Bremerhaven traf die einstimmige Entscheidung, den Seitentrawler vor der Verschrottung zu bewahren und ihn nach Bremerhaven zu überführen, um ihn als Museumsschiff einzurichten.
Im Juni 1990 wurde die Gera von Rostock nach Bremerhaven überführt. Nicht nur Museumsdirektor Alfred Kube, sondern auch die letzte Besatzung der Gera nahm an dieser Überfahrt teil, auf der auch der Kaufvertrag zwischen dem Fischkombinat Rostock und der Stadt Bremerhaven geschlossen wurde. Die Gera wechselte für den symbolischen Betrag von 1 DM den Besitzer. Am 15. Juni 1990 traf die Gera unter hoher öffentlicher Anteilnahme im Bremerhavener Fischereihafen ein. Seit dem 27. Juni 1993 ist sie im Schaufenster Fischereihafen als Museumsschiff für Besucher zugänglich.
Als Museumsschiff vermittelt die Gera einen authentischen Einblick in die harte Arbeitswelt der west- und ostdeutschen Hochseefischerei auf Seitentrawlern. Ihre Ausstattung ist vollständig erhalten geblieben. Die Besucher der Gera können Einsicht in jeden Bereich des Schiffes nehmen. Es können sowohl das Fangdeck, die Laderäume, der Maschinenraum als auch die Kammern der Besatzung und die Waschräume besichtigt werden. Der Antrieb der Gera, eine Vater- und Sohn-Maschinenanlage, ist bis heute intakt und wird regelmäßig im Rahmen von Vorführungen in Betrieb gesetzt.
1993 gründete sich der „Freundeskreis FMS Gera“. Dieser Unterstützerkreis des Museumsschiffes zählt zum Förderverein des Historischen Museums Bremerhaven und hat sich zur Aufgabe gemacht, die Gera als Museumsschiff instand zu halten und die öffentliche Vermittlung der deutschen Hochseefischerei-Geschichte auf dem Museumsschiff zu unterstützen. Viele Mitglieder des Freundeskreises sind ehemalige Hochseefischer und Schiffstechniker, die den Besuchern vor Ort Information und Geschichte aus erster Hand vermitteln.
Die Unterhaltung des Schiffes kostet einschließlich Personalkosten jährlich rund 80.000 Euro.
Ein bekanntes Schwesterschiff der Gera war das Ausbildungsschiff Störtebeker der ehemaligen Ingenieurhochschule für Seefahrt Warnemünde/Wustrow bzw. Universität Rostock, Rufzeichen: Y3CS, ex ROS 224 „Görlitz“ des ehemaligen Fischkombinat Rostock, ebenfalls Bj. 1961, Peene-Werft Wolgast, Schiffstyp: Seiten-Trawler mit Eisklasse und Vater- und Sohn-Maschinenanlage, LR-Number 5133802.